# 카를로스 P. 가르시아
카를로스 폴리스티코 가르시아(타갈로그어: Carlos Polistico García, 1896년 11월 4일~1971년 6월 14일)는 필리핀의 교사, 시인, 웅변가, 법률가, 정치인으로, 필리핀의 제8대 대통령이기도 했다. 그는 필리핀 내의 외국인들에게 권리를 부여하였다.

## 생애
가르시아는 1896년 11월 4일 보홀섬의 탈리본에서 둘 다 아브라주 출신이었던 아버지 폴로크로니오 가르시아와 어머니 암브로시아 폴레스티코의 사이에서 태어났다.
가르시아는 4년 임기의 시장이었던 아버지를 두었고, 정치와 함께 자랐다. 초등 교육은 그가 태어난 탈리본에서 교육을 받았고, 이후 중고등 교육은 세부의 지방 고등학교에서 마쳤으며, 모두 우수한 성적을 기록했다. 처음에는 대학교육을 동네그로스주의 두마구에타 시에 있는 실리만 대학교를 다니다가, 이후 필리핀 법대에서 공부를 했으며 이곳에서 1923년 법학사 자격증을 취득했다. 그는 변호사 시험에서 상위 10위 안에 드는 성적을 기록했다.

## 대통령 승계
라몬 막사이사이가 갑작스레 사망하자, 가르시아는 대통령직을 맡게 된다. 하지만 정식 임기는 6월 17일부터 시작되었다.

### 1번째 정책
가르시아는 이른바 1번째 정책(영어: Filipino First Policy)으로 불리는 하나의 정책을 마련했다. 당시 필리핀에서는 엘리트 계층들만이 특혜를 받고 있었고, 그들이 거의 모든 권력을 독점하고 있었다. 그는 이 법률을 장려했고, 인생이란 기쁨과 슬픔을 함께 하는 것임을 주장했다.

## 사망

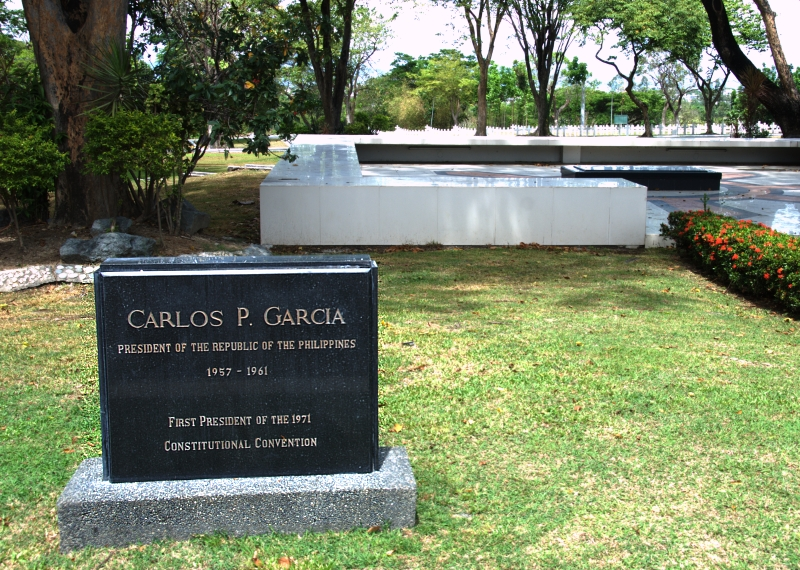
가르시아의 묘

1971년 심장병으로 숨을 거두고 말았다.

## 역대 선거 결과
| 선거명      | 직책명        | 대수 | 정당   | 득표율 | 득표수      | 결과 | 당락 |
| ----------- | ------------- | ---- | ------ | ------ | ----------- | ---- | ---- |
| 1953년 선거 | 필리핀 부통령 | 4대  | 국민당 | 62.90% | 2,515,265표 | 1위  |      |
| 1957년 선거 | 필리핀 대통령 | 8대  | 국민당 | 41.28% | 2,072,257표 | 1위  |      |
| 1961년 선거 | 필리핀 대통령 | 9대  | 국민당 | 44.95% | 2,902,966표 | 2위  | 낙선 |